# Sillweger Graben
Der Sillweger Graben ist ein Tal in der Katastralgemeinde Sillweg in der steirischen Gemeinde Fohnsdorf und liegt somit an der Nordgrenze des Aichfelds. Der Höhenzug, von dem das Tal auf drei Seiten eingeschlossen ist, hat zwei benannte Gipfel: den Sillweger Berg (1257 m Höhe über dem Meeresspiegel) im Westen und den Rinachkogel (1257 m) im Osten. Noch weiter westlich liegt der Fohnsdorfer Graben, noch weiter östlich und nördlich der Rattenberger Graben. Der Sillwegbach durchfließt den Graben.